# 貞敬王
貞敬王（ていけいおう、または闕、? - 紀元前703年）は、第18代箕子朝鮮王。王在位期間は、紀元前722年 - 紀元前703年。諡は貞敬王。諱は闕。王位は楽成王（懐）が継承。